# The Romance of the Dreamer and Other Poems (Carpenter)
The Romance of the Dreamer and Other Poems – tom wierszy angielskiego poety Josepha Edwardsa Carpentera (1813-1885), wydany w Londynie w 1841 nakładem oficyny W.S. Orr & Co. Zbiorek zawiera tytułowy poemat The Romance of the Dreamer, An Address Spoken at Shakspere Club i kilka cykli liryków (Occasional Piece, Sea Songs, Patriotic Songs, Songs of the Happy Family i Miscellaneous Songs and Ballads. Zbiorek został zauważony w Tait's Edinburgh Magazine w 1842.